# Ninetto Davoli
Giovanni „Ninetto” Davoli (ur. 11 października 1948 w San Pietro a Maida) – włoski aktor. Znany głównie z ról w filmach Piera Paola Pasoliniego.

## Życiorys
Urodził się w San Pietro a Maida we Włoszech. Pracował jako stolarz. Jako aktor zadebiutował w 1954, kiedy Luigi Zampa wybrał go do niewielkiej roli w dramacie Rzymianka (La romana) z Giną Lollobrigidą, ale jego prawdziwy debiut we włoskim kinie odbył się dzięki spotkaniu w wieku 15 lat z kontrowersyjnym reżyserem Pierem Paolem Pasolinim, który obsadził go w głośnym filmie Ewangelia według świętego Mateusza (1964) w epizodycznej roli pasterza.
Pasolini, z którym Davoli pozostawał w wieloletnim związku, powierzył mu główną rolę w filmie Ptaki i ptaszyska (1966) u boku jednego z najsłynniejszych włoskich aktorów - Totò. Wystąpił także w jego kolejnych filmach: Królu Edypie (1967) jako posłaniec Angelo, Teoremacie (1968) jako Angelino, Chlewie (1969) jako Maracchione, Dekameronie (1971) jako Andreuccio da Perugia i Opowieściach kanterberyjskich (1972) jako Peterkin. Ostatnim ich wspólnym filmem był Kwiat tysiąca i jednej nocy (1974), w którym zagrał Aziza.
Po tragicznej śmierci Pasoliniego, w 1975 roku skoncentrował się na produkcjach telewizyjnych. W 2006 otrzymał pierwszą nagrodę LARA dla najlepszego wykonawcy, przyznawaną podczas pierwszej edycji Festiwalu Filmowego w Rzymie.
W 2014 powstał film Pasolini w reżyserii Abla Ferrary. Rolę Davolego odegrał Riccardo Scamarcio. Sam Davoli wystąpił w roli Epifanio. 
W maju 2015 otrzymał Nastro d’argento za całokształt twórczości.

## Życie prywatne
Od 1963 do początku lat 70. XX wieku pozostawał w związku z Pierem Paolem Pasolinim. Od 1973 jego żoną jest Patrizia Carlomosti. Mają dwóch synów.

## Filmografia
- 1964 - Ewangelia według świętego Mateusza jako pasterz
- 1966 - Ptaki i ptaszyska jako Ninetto/Brat Ninetto
- 1967 - Le Streghe jako Miao Baciù
- 1967 - Requiescant jako El Nino (reżyseria: Carlo Lizzani)
- 1967 - Król Edyp jako posłaniec Angelo
- 1968 - Teoremat jako Angelino
- 1968 - Partner jako student (reżyseria: Bernardo Bertolucci)
- 1969 - Chlew jako Maracchione
- 1969 - Ostia jako Fiorino (reżyseria: Sergio Citti)
- 1971 - Dekameron jako Andreuccio da Perugia
- 1971 - Er più - Storia d'amore e di coltello jako Totarello (reżyseria: Sergio Corbucci)
- 1972 - Opowieści kanterberyjskie (film) jako Peterkin
- 1974 - Kwiat tysiąca i jednej nocy jako Aziz
- 2014 - Pasolini jako Epifanio